# Nelson Tower
Der Nelson Tower, auch 450 Seventh Avenue, ist ein Wolkenkratzer in Manhattan in New York City, USA.

## Beschreibung
Der Büroturm befindet sich in Midtown Manhattan im Viertel Garment District an der Seventh Avenue zwischen der West 34th und 35th Street. Gegenüber jenseits der Seventh Avenue liegt das westliche Ende des Kaufhauses Macy’s. Ein direkter Nachbar ist der 229 m hohe Wolkenkratzer One Penn Plaza. Nur einen Block entfernt befinden sich östlich der Herald Square sowie südlich die Penn Station und der Madison Square Garden.
Das Hochhaus wurde vom Architekten H. Craig Severance entworfen und trotz der andauernden Weltwirtschaftskrise von 1930 bis 1931 erbaut. Bei seiner Fertigstellung war es das höchste Gebäude im Garment District. Das Gebäude der damaligen National City Bank (Citibank) an der Ecke 34th Street und Seventh Avenue konnte als gewünschter Teil des Baugrundstücks nicht erworben werden und blieb separat erhalten. Der Bauherr und erster Eigentümer, der New Yorker Immobilienunternehmer Julius Nelson, benannte den Büroturm nach seinem Namen.
Der Wolkenkratzer ist 170,7 Meter (560 Fuß) hoch und besitzt 46 Stockwerke. Gemäß der Zoning Resolution von 1916 errichtete man den Nelson Tower nach oben hin mit Rücksprüngen (Setbacks) verjüngend. Das Bauwerk lässt sich in die Stilrichtung Art déco einordnen. Es hat einen rechteckigen Grundriss und die Fassade besteht aus braunem Ziegelstein, wobei die Oberseite an den Rücksprüngen mit weißem Kalkstein ausgekleidet ist. Die fünfstöckige Krone besteht komplett aus weißem Kalkstein und weist eine leichte Neigung auf. Im Gegensatz zu anderen Gebäuden dieser Zeit ist der Nelson Tower nur sparsam mit Art-déco-Elementen ausgestattet. Die Kapitelle der Steinpfeiler im Gebäudesockel ähneln ikonischen Art-déco-Designs. Die geprägten Metallpaneelen zwischen den Pfeilern sind mit stilisierten Blumen gestaltet.
1934 musste Julius Nelsen den Büroturm an die Central Hanover Bank and Trust Company verkaufen. 1945 erwarb der Immobilienbesitzer Samuel Kaufman für 4,2 Millionen US-Dollar den Nelson Tower. Die von ihm gegründete „450 Seventh Avenue Corporation“ ließ das Gebäude 1963/64 umfangreich renovieren und modernisieren. An der Seventh Avenue erhielt es eine zweistöckige Eingangshalle und einen mit poliertem Granit umrahmten Eingang.
Der Büroturm ist eines von 42 Gebäuden in Manhattan, die 2019 eine eigene Postleitzahl (Zip Code) erhielten. Dem Nelson Tower wurde der ZIP-Code „10123“ zugewiesen.

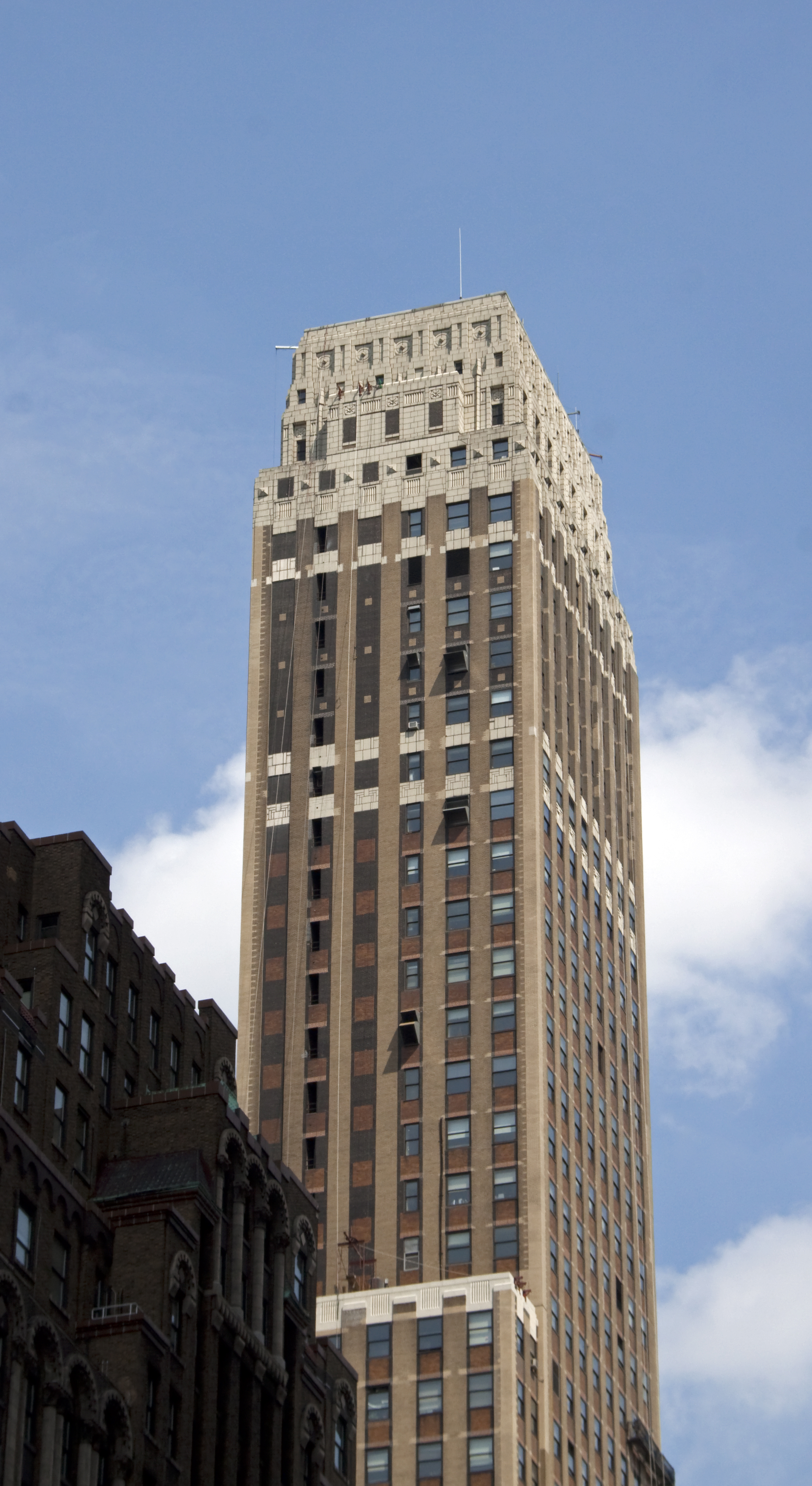
Der obere Teil des Turms mit der Krone aus weißem Kalkstein